# Miguel Ángel Casanova Díaz
Miguel Ángel Casanova Díaz (* 24. Oktober 1980 in Tuxtla Gutiérrez, Chiapas) ist ein ehemaliger mexikanischer Fußballspieler auf der Position eines Stürmers.

## Laufbahn
Casanova begann seine Profikarriere bei seinem Heimatverein
Jaguares de Chiapas, für den er erstmals am 11. Januar 2003 in einem Auswärtsspiel bei den UANL Tigres (0:3) in der mexikanischen Primera División zum Einsatz kam. Sein einziges Tor in der höchsten mexikanischen Spielklasse erzielte er am 13. November 2004 in einem Heimspiel gegen Deportivo Toluca, das 1:3 verloren wurde. 
Letztendlich konnte er sich bei den Jaguares aber nicht durchsetzen und wechselte 2005 in die zweite mexikanische Liga, wo er zunächst und auch am längsten für die Petroleros de Salamanca spielte. Nach insgesamt sechs Jahren in der zweiten Liga Mexikos wechselte Casanova im Sommer 2011 zum guatemaltekischen Erstligisten Halcones FC, bei dem er seine aktive Laufbahn ausklingen ließ.
Vor der Saison 2013/14 übernahm Casanova das Amt des Cheftrainers beim mexikanischen Viertligisten Mezcalapa FC.